# 1-я Отдельная кавалерийская бригада
1-я Отдельная кавалерийская бригада (1окавбр) — кавалерийское соединение Русской императорской армии.
Дислокация: Виленский военный округ, 20-й армейский корпус

## Состав

### Август 1914
- Архангелогородский 19-й драгунский полк
- Иркутский 16-й гусарский полк

Всего 12 эскадронов при 8 пулемётах.

### 14 октября 1914
- Архангелогородский 19-й драгунский полк
- Уланский Её Величества лейб-гвардии полк (до 27.10.1914)
- Рославльский 221-й пехотный полк
- 4-я батарея Лейб-Гвардии конной артиллерии

## История
- 1895 — сформирована 1-я отдельная кавалерийская бригада
- 1905 — дислоцировалась в Минской губернии.
- Июль 1914 — В составе 1-й армии генерал-адъютанта П. К. Ренненкампфа.
- Август-сентябрь 1914 — Участвовала в Восточно-Прусской операции[1].
- Апрель 1916 — Расформирована, полки включены в Сводную кавалерийскую дивизию (вместе с 1-м и 2-м Заамурскими конными полками).
- 1919 — Восстановлена в Добровольческой армии как Сводный полк 1-й отдельной кавалерийской бригады.

Соединение с аналогичным названием в 1919—1920 годах входила в 3-й корпус Дальневосточной армии.

## Командиры
- 15.09.1895-16.05.1898 — генерал-майор Криденер, Фёдор Николаевич
- 19.05.1898-11.06.1901 — генерал-майор Козловский, Павел Александрович
- 24.07.1901-01.02.1904 — генерал-майор Ренненкампф, Павел Карлович
- 19.02.1904-24.10.1906 — генерал-майор Кареев, Сергей Алексеевич
- 31.12.1906-19.03.1912 — генерал-майор Трамбицкий, Евгений Георгиевич
- 18.04.1912-15.01.1914 — Свиты Е. И. В. генерал-майор Нахичеванский, Гусейн Хан
- 25.03.1914-11.10.1914 — генерал-майор Орановский, Николай Алоизиевич
- 11.10.1914-05.12.1914 — генерал-майор барон фон Майдель, Владимир Николаевич
- 05.12.1914-19.03.1916 — генерал-майор Бендерев, Анастас Фёдорович